# Alpine Skiweltmeisterschaften 1962
Die 17. Alpinen Skiweltmeisterschaften fanden vom 10. bis 18. Februar 1962 in Chamonix in Frankreich statt.
Wegen Verweigerung der Visa für die Sportler aus der DDR (Grund: Bau der Berliner Mauer im Jahr 1961) bestand die Gefahr, dass diese Weltmeisterschaften gar nicht als solche anerkannt werden würde. So beschloss am 4. Februar 1962 das Exekutivkomitee der FIS in Bern, dass die Rennen in Chamonix stattfinden werden, jedoch ohne den offiziellen Titel von Weltmeisterschaften. Die offizielle Mitteilung durch FIS-Präsident Marc Hodler am Nachmittag des 6. Februar lautete, dass „die alliierten Behörden eine Visa-Erteilung für die an der WM startenden ostdeutschen Läufer abgelehnt haben, weshalb es keine Weltmeisterschaften gibt, die Veranstaltung aber nicht abgesagt, sondern programmgemäß durchgeführt wird“. Einige Zeit später legte die FIS den Titel dieser Wettkämpfe als »FIS-Weltspiele 1962« (»Jeux Mondiaux de la FIS 1962«) fest. Der österreichische und der sowjetische Delegierte sprachen sich gegen die Durchführung aus; es gab sogar Gerüchte, dass die Rennen nach Bad Gastein verlegt werden sollten. Frankreich protestierte dagegen, dass die Veranstaltung nicht als Welt-Championat gelten soll, argumentierte damit, dass man es ja nicht gewesen sei, der eine Mauer errichtet habe.

Offensichtlich am 15. Februar änderte das Exekutivkomitee der FIS bei seinen Sitzungen in Chamonix und Zakopane (Austragungsort der Nordischen Skiweltmeisterschaften) die getroffenen Entscheidungen von Bern und beschloss, dass die Chamonix-Sieger Weltmeister sind. Zwar war dafür noch die Bestätigung durch einen außerordentlichen FIS-Kongress (wahrscheinlich Ende September in Wien) erforderlich, doch galt das nur mehr als Formsache.

## Diverse politische Geplänkel
Ende Januar gab es bereits Meldungen, dass die Weltmeisterschaften abgesagt werden. Der Präsident des Italienischen Skiverbandes, Piero Oneglio, erklärte in einem Interview, dass sein Verband bereit sei, noch heuer dieses Championnat, u. zw. in Sestriere, zu organisieren, wobei er 9. bis 11. März als Termin in Frage kommt. Zu diesem Zeitpunkt gäbe es dort auch die Kandaharrennen, es sei ohne weiteres möglich, gleichzeitig auch die Weltmeistertitel auszufahren. Er glaube auch, dass der DDR-Sportler nach Italien kommen könnten. – Die „Aussperrung“ der DDR (das Alpinteam werde von den alliierten Behörden in Westberlin nicht die erforderlichen Reisedokumente erhalten) war der entscheidende Punkt zur Durchführung in Chamonix, da die FIS den Standpunkt vertrat, dass zu Titelkämpfen alle ihr angehörenden Nationen zugelassen werden müssten. Weitere Skiorte, die in die Bresche springen wollten, waren Badgastein, Kitzbühel, Cortina und Madonna di Campiglio. Das österreichische Mitglied im FIS-Exekutivkomitee, Walter Walzer, war auf Grund der Statuten über die Teilnahmeberechtigung für jedes FIS-Mitglied für eine Absage. In weiterer Folge hieß es, dass es von der französischen Regierung abhänge, wenn diese Einreisevisa erteile, dass die DDR teilnehme und damit die Weltmeisterschaften stattfinden könnten. Trotzdem war offensichtlich auch die Notwendigkeit gegeben, dass das „Allied Travel Bureau“ in Westberlin das Permit zur Ausreise aus Deutschland gestatte. Eine erste Absage durch die FIS erfolgte durch dessen Exekutivkomitee am 4. Februar in Bern, jedoch „unter Vorbehalt“, wonach es hieß, es gäbe noch „eine letzte Chance, wenn die zuständigen Westbehörden bis Mittag des 6. Februar die Visa gewähren würden“. Die Absage bewog am 7. Februar auch den sowjetischen Skiverband auf einen Teilnahmeverzicht, aus Megève wurden telefonisch die bestellten Quartiere in Chamonix storniert, die Sportler und Funktionäre reisten noch am Vormittag per Zug Richtung Heimat ab. Am 9. Februar kamen bei einer Besprechung Zweifel über die Gültigkeit der Abstimmung, die eine 7:5-Mehrheit für die Absage gebracht hatte, auf. Österreichs Vertreter Walzer ließ offen, ob er seinen Standpunkt ändern werde, da bei der Tagung in Bern neue Gesichtspunkte aufgetreten seien, einer davon sei die Abreise des Sowjetteams. Der polnische FIS-Vertreter Ziobrzynski erklärte, „wenn in Chamonix keine Weltmeisterschaften stattfinden, könnten auch die nordischen Bewerbe in Zakopane nicht als Weltmeisterschaften gelten, da alpin und nordisch als Ganzes anzusehen seien und eine ‚Diskriminierung‘ eines Teiles statutenwidrig sei.“
Die französische Presse forderte rücksichtslos einen neuen FIS-Vorstand; „Le Dauphine libere“ schrieb, dass die FIS getötet worden sei, doch trage sie selbst daran die Schuld, weil sie habe selbst zwischen Sport und Politik wählen dürfen und habe sich für die Politik entschieden.

## Anerkennung als Weltmeisterschaften
Einer der ersten Tagesordnungspunkte des FIS-Kongresses in Athen (20. bis 24. Mai 1963) war die offizielle Sanktionierung aller Resultate dieser Weltmeisterschaften 1962.

## Weltmeisterschafts-Probe
Vom 23. bis 26. Februar 1961 fand eine „Weltmeisterschaftsprobe“ statt. Es begannen die Damen mit einer Abfahrt am 23. Februar mit Sieg von Madeleine Bochatay (SUI) vor Erika Netzer (AUT) und dem Slalom am 24. Februar mit einem österreichischen Doppelsieg durch Marianne Jahn vor Sieglinde Bräuer, wodurch die Kombination an Netzer vor Jahn ging. Ab 25. Februar waren die Herren an der Reihe, wobei es in der Abfahrt einen vierfachen französischen Erfolg (Guy Périllat vor François Bonlieu, Charles Bozon und Léo Lacroix) und Stürze der ÖSV-Läufer Heini Messner und Egon Zimmermann II gab, außerdem Karl Schranz nicht am Start war (da Österreich nur diese kleine Kontingent entsandt hatte, schien erstmals seit Kriegsende bei einer „FIS-Abfahrt“ kein ÖSV-Läufer im Klassement auf). Den abschließenden Slalom am 26. Februar gewann Josef Stiegler (AUT) vor Périllat, Bozon und Bonlieu, womit die Kombinationswertung an Périllat vor Bozon und Bonlieu ging.

## Vorschau
Eine Vorschau im »Sport Zürich« Nr. 17 vom 9. Februar 1962, S. 2 und 3, ging von einem grundsätzlichen Duell Österreich gegen Frankreich aus, wobei den französischen Herren auf Grund der bisherigen enttäuschenden Ergebnisse wenig Chancen eingeräumt wurden. Bei den Damen sollten noch die US-Vertreterinnen zu Überraschungen fähig sein, bei den Italienerinnen habe nur Pia Riva gelegentlich in den vorderen Gruppen mithalten können. Von den DSV-Läuferinnen wurden Heidi Biebl (Anwärterin auf die Kombination) und Barbi Henneberger hervorgehoben. Keine große Erwartungen gab es für die Schweizerinnen, wobei Lilo Michel zwar vom Können her Fähigkeiten habe, aber die Frage gegeben war, wie sie mit dem psychischen Druck fertig werde.

Bei den Herren gäbe es eine größere Anzahl gefährlicher „Einzelgänger“ wie Chuck Ferries und Bud Werner. Bruno Alberti werde noch einmal versuchen, seine Leistungen mit einem überragenden Resultat zu krönen. Beim deutschen Team seien die Abfahrer Wolfgang Bartels, Adalbert Leitner und Fritz Wagnerberger hervorzuheben, während Willi Bogner und Ludwig Leitner bisher die Erwartungen nie ganz erfüllt hätten. Die SSV-Fahrer seien nicht als erste Sieganwärter zu betrachten, wobei Willi Forrer in der Abfahrt und Adolf Mathis im Slalom vollen Kredit verdienen.
Ein von Jochen Sosthus gezeichneter (und wahrscheinlich in den letzten Dezembertagen erstellter) Beitrag auf die kommende Saison der Alpinen, insbesondere auf die Weltmeisterschaften, war zu den Perspektiven des (bundes)deutschen Teams sehr zuversichtlich gestaltet. Zwar wären die DSV-Alpinen, ausgenommen Hans-Peter Lanig, Ludwig Leitner und Heidi Biebl, in den Rennen 1961 hinter den Erwartungen geblieben, jedoch müsse mit ihnen wieder stark gerechnet werden. Willy Bogner könne sich, nachdem er 1961 mitten im Abitur gesteckt war und dieses erfolgreich abgeschlossen habe, wieder dem weißen Sport widmen. Lanig hatte bei Olympia in Squaw Valley bewiesen, dass es nicht nur auf den Metallski ankommt, sondern dass „schon ein ganzer Kerl auf den Skiern stehen muss, wenn er international bestehen will“. „Oldtimer“ Fritz Wagnerberger hat sich besonders im Riesenslalom, seit Jahren seine Spezialität, viel vorgenommen; er ließ anklingen, dass es möglicherweise seine letzte Saison sei. Die Damen sind seit Jahr und Tag internationale Klasse, Heidi Biebl ist die Beste, Schnellste, Geschickteste und Erfolgreichste – wer sollte ihr in Chamonix den Titel streitig machen? Vielleicht Konkurrentinnen aus dem eigenen Team, nämlich Barbi Henneberger, Anneliese Meggl oder Hannelore Heckmair?
Der Cheftrainer der französischen Mannschaft, Honoré Bonnet, hatte für den ab 8.30 Uhr beginnenden Qualifikationsslalom Guy Périllat, Charles Bozon, Francois Bonlieu und etwas überraschend (wenn vielleicht auf unter Rücksichtnahme auf die Kombination) Adrien Duvillard nominiert, der „sich nicht mehr in der Form vergangener Jahre befinde und kaum mehr in der Lage ist, einen schweren Slalom in 2 Durchgängen fehlerfrei zu fahren“. In Summe war beim französischen Herrenteam, welches 1961, abgesehen von den Slalombewerben, die Gegner in Grund und Boden gefahren hatte, nach den Enttäuschungen bei den aktuellen Rennen in Wengen, Kitzbühel, Cortina und Megève Ernüchterung eingekehrt. So aber mussten die Gastgeber nicht nur mit den Siegern der genannten Rennen (Adolf Mathis, Willi Forrer, „Chuck“ Ferries, Gerhard Nenning, Karl Schranz, Ernst Falch) rechnen, sondern auch mit „Buddy“ Werner, Willy Bogner, Adalbert und Ludwig Leitner, Bruno Alberti und Egon Zimmermann, Pepi Stiegler und Hias Leitner.
Beim ÖSV gab es gut drei Wochen vor Beginn noch die Frage nach dem vierten Läufer im Herrenslalom und der vierten Läuferin in der Damenabfahrt zu klären. Hinsichtlich der Herren sollte Hias Leitner die besten Chancen haben (es waren auch Karl Schranz und Ernst Falch genannt worden), bei den Damen sollte es Gretl Grander oder Marianne Jahn sein. Der Sturz von Heini Messner im Training in Cortina d’Ampezzo (25. Januar 1962) erforderte andere Überlegungen der Teamverantwortlichen. Anderseits qualifizierten sich am 27. Januar (zumindest vorläufig) sowohl Falch als Slalomsieger in Zell am See als auch Grander als Abfahrtssiegerin des „Pokals der drei ladinischen Gemeinden im Grödener Tal“ die „Tickets“.
Der Schneemangel vor den Weltmeisterschaften erforderte von den Veranstaltern Umdisponierungen. So wurden Löcher auf den Abfahrtspisten mit Strohballen gefüllt, die von Hubschraubern abgeworfen wurden. Für die Riesentorläufe, die im „Mont-Bereich“ gesteckt werden sollten, war es auf den „Charamillon-Pisten“ Ersatz vorgesehen. Die „Piste verte“ in Les Houches, für die keine Ausweichstrecke gefunden werden konnte, wurde umzäunt.
Ein Vorschlag des Österreichischen Skiverbandes, die Beschränkung auf 4 Läufer pro Land und Bewerb aufzuheben, wurde am 8. Februar vom Organisationskomitee abgelehnt, weil „nur eine genaue nach FIS-Modus durchgeführte Konkurrenz dem FIS-Vollkongress später die Möglichkeit bieten würde, den Siegerinnen/Siegern die Weltmeistertitel und –medaillen zuzuerkennen“.
Am Start waren von den Titelträgern 1960 nur mehr Kombinationsweltmeister Périllat und die Goldmedaillengewinnerin in der Abfahrt Heidi Biebl, die anderen waren zurückgetreten oder hatten (wie Roger Staub) zum Profi-Schizirkus in den USA gewechselt.(Quellenhinweis – siehe bitte zum Thema „Abgelehnter Vorschlag Österreichs auf Erhöhung der Starterzahl“ unter der Überschrift „Bonnet vertraut auf seine Routiniers“ sowie)

## Politische Reaktion und IOC-Statement
Die SED-Parteizeitung »Neues Deutschland« (und andere DDR-Zeitungen) begrüßten in ihren Ausgaben vom 6. Februar die Absage, wobei von „NATO-Lakaein“ geschrieben wurde, „die durch ihre völkerrechtswidrige Visa-Verweigerung für die DDR-Skiläufer die Weltmeisterschaften in Chamonix torpedieren wollen.“ Gleichzeitig wurde auch die Mauer-Errichtung verteidigt, denn „jeder souveräne Staat könne die Kontrolle und Sicherung seiner Grenzen nach eigenen Belieben regeln“.

Das IOC reagierte in einer von Präsident Brundage unterzeichneten Erklärung gegen „die politische Einflußnahme im Sport“ auf den Ausschluss der DDR, wonach in Zukunft Olympische Spiele „nur mehr an jene Städte vergeben werden, die die Einreise sämtlicher anerkannten Mannschaften garantieren können“.

## Eröffnungszeremonie
Die Eröffnung fand um 20.30 Uhr im Eisstadion statt, die Aktiven zogen zu den Claironklängen einer Kapelle der Chasseurs Alpins ein, wobei es keine Fahnenträger gab – und die Delegationen wurden jeweils durch eine Dame an die vorgesehenen Plätze ihrer Nationalflaggen begleitet. Dem Organisationskomitee war es aber offensichtlich nicht gelungen, eine richtige Schweizer-Fahne zu beschaffen, denn diejenige, die an einem der Masten flatterte, glich bedenklich der dänischen Flagge. Es gab kurze Ansprachen des Bürgermeisters der Stadt Chamonix, Lanet, des französischen Skiverbandspräsidenten Urbain Cazaux und des nationalen Beauftragten für den Sport, Maurice Herzog, der auch die offizielle Eröffnung aussprach. James Couttet und Lucienne Schmitt-Couttet hissten die FIS-Flagge. Unter den Ehrengästen befand sich auch Alois Lugger, der Bürgermeister der für 1964 designierten Olympiastadt Innsbruck.

Ein großartiges Feuerwerk bildete den Abschluss dieser Feier. Danach zogen aber noch zwei Musikkapellen durch Chamonix, gefolgt von vielen Bewohnern des Städtchens.

## Programmänderungen
Am Nachmittag des Dienstag, 13. Februar, kam es, nachdem der Herrenslalom ausgetragen wurde, im Tal von Chamonix nach Lawinenabgängen zu Stromausfällen und damit zur Unterbrechung der Fernschreib- und Telefonverbindungen. Die Zeitungsberichterstatter klapperten ihre Berichte auf ihren Schreibmaschinen teilweise im Dunkeln. Die Zeitungen mussten lange auf die Berichte warten.

Dies führte dazu, dass das Programm geändert wurde, indem der Damenslalom bereits am 14. Februar stattfand (es war die Abfahrt angesetzt gewesen, der Slalom hätte am 17. Februar ausgetragen werden sollen) – und die Startnummernauslosung erfolgte erst in den frühen Morgenstunden dieses Mittwochs.

Außerdem wurden sowohl die Damen- als auch Herren-Abfahrt erst am letzten Wettkampftag, dem 18. Februar, gefahren, die der Damen auf der sogenannten roten, jene der Herren auf der grünen.

## Erwähnenswertes
- Beim Qualifikationsslalom der Herren waren am Samstag, 10. Februar, zwar Funktionäre, Ordner, Polizisten, zwei Ärzte, Fotografen, Journalisten und auch ein Mann, der heiße Schokolade ausschenkte, anwesend, aber kein Zuschauer.
- Unter eigenartigen Umständen musste Fritz Wagnerberger sein Ausscheiden im besagten Qualifikationsslalom zur Kenntnis nehmen. Masayoshi Mitanti, der fünftletzte Läufer, stieß ihn aus den ersten 15. Dabei war für den Japaner vorerst eine Zeit von 65,47 s durchgesagt, dann aber auf 56,10 s korrigiert worden. Letztlich war es aber unwichtig, dass die zu früh in Gang gesetzte Uhr bei Mitanti diese Verwirrung ausgelöst hatte, denn sogar Francisco Cortez (Chile), der sich zwar auch nicht qualifizierte, hatte mit 57,75 s eine bessere Zeit als der Deutsche.[30]
- Die Schweiz blieb medaillenlos. Dies sollte sich 1964 in Innsbruck bei den Olympischen Spielen (wo es auch in den übrigen Bewerben keine Medaille gab) und auch bei den Sommer-Weltmeisterschaften 1966 in Portillo wiederholen. Zuvor war die Schweiz bereits einmal, nämlich 1952 in Oslo (wo die Alpinrennen ebenso als Weltmeisterschaften gegolten hatten), ohne Medaille geblieben.
- Demgegenüber konnte das Nachbarland Österreich die in allen Belangen beste Bilanz aller Weltmeisterschaften bis dato (Februar 2021) erzielen: Rekorde waren 6 Goldmedaillen, 15 Medaillen gesamt – und dies überdies in „nur“ acht Bewerben. Die zweitbeste Marke gab es 1999 mit fünf Goldmedaillen und der Gesamtsumme 13, dies jedoch in 10 Entscheidungen.
- Viele Medienvertreter zogen es angesichts der sich stundenlang hinauszögernde Nachrichtenübermittlung an ihre Redaktionen vor, die Rennen selbst via Fernsehen zu verfolgen, um sich die Zeit für die Fahrt zur und von der Piste zu ersparen.[31] (Siehe dazu bitte auch Artikel „Kritik“)
- Während den Weltmeisterschaften anwesend war auch Toni Sailer, doch er wurde kaum beachtet, die Menge jubelte den aktuellen Helden zu.[32]
- Die französische Presse baute in ihre Berichte über den Zweikampf gegen Österreich, dies trotz diesbezüglicher Einwände, man möge im Sport historische Vergleiche und kriegerische Erinnerungen zurückstellen und den Wettkämpfen nicht mit solch tierischem Ernst begegnen, Sätze wie „Waterloo der Österreicher im Herrenslalom“ und „Austerlitz der französischen Riesenslalomfahrer“ ein.[33]
- Eine Kuriosität geschah um die Medaillen, die durch FIS-Präsident Marc Hodler nach Chamonix gebracht werden sollten. Der französische Zoll ließ ihn nicht durch, denn nach dessen Bestimmungen durften Medaillen nur von Personen, die dieselben gewonnen hatten, ein- oder ausgeführt werden. Hodler musste nach Genf zurückreisen, hinterlegte die Preise im Bahnhofsdepot. Später musste das Weltmeisterschafts-Organisatioskomitee diese Sache ausbügeln und schickte einen eigenen Wagen zur Abholung nach Genf.[34]

## Kritik
Es gab Kritik daran, dass die Organisatoren beim Herren-Riesenslalom die mit Schneekrusten bedeckten Sitzplätze nicht herrichteten, sondern dies den Besuchern zumuteten. Die Journalisten selbst fanden ihre Unterkünfte unwürdig (sie waren im Keller des Hotels »Majestic« untergebracht) und bemängelten die geringe Zahl an Telefonleitungen und auch die übertriebenen Polizeikontrollen; selbst die Mannschaftsbetreuer wurden darin gehindert, sich vor den Rennen nochmals in die Nähe ihre Schützlinge zu begeben. Das Pressezentrum wurde von den Medienvertretern „Narrenhaus“ genannt, es gab fast immer Zwischenfälle (Stromausfall, so dass vorsorglich immer auch gleich Kerzen angezündet wurden, um bei seiner Arbeit nicht unterbrochen zu werden), Zusammenbruch der Telefonverbindungen.

### Französische Sportöffentlichkeit
Der nach Chamonix entsandte Sportchef der »Volkszeitung Kärnten«, Leo Kaspar (Jahrgang 1928), kommentierte in der Ausgabe Nr. 41 vom 20. Februar, S. 8 (Titel: „Es geschah kein Ski-Wunder“), dass hinsichtlich des alpinen Skisports, im Vergleich zu Österreich, Frankreichs Interesse in erster Linie Jacques Anquetil gilt, weshalb diese „Niederlage“ den Großteil der Franzosen wenig berührte.

## Männer

### Abfahrt
| Platz | Land | Sportler              | Zeit (min) |
| ----- | ---- | --------------------- | ---------- |
| 01    | AUT  | Karl Schranz          | 2:24,33    |
| 02    | FRA  | Émile Viollat         | 2:24,82    |
| 03    | AUT  | Egon Zimmermann       | 2:25,13    |
| 04    | SUI  | Willi Forrer          | 2:25,62    |
| 05    | AUT  | Gerhard Nenning       | 2:25,96    |
| 06    | FRA  | Guy Périllat          | 2:26,46    |
| 07    | BRD  | Wolfgang Bartels      | 2:26,62    |
| 08    | USA  | Bud Werner            | 2:26,67    |
| 09    | FRA  | Adrien Duvillard      | 2:27,85    |
| 10    | AUT  | Hias Leitner          | 2:28,18    |
| 11    | FRA  | Léo Lacroix           | 2:28,6     |
| 12    | SUI  | Georg Grünenfelder    | 2:28,9     |
| 13    | ITA  | Bruno Alberti         | 2:29,5     |
| 14    | BRD  | Fritz Wagnerberger    | 2:30,06    |
| 15    | BRD  | Willy Bogner          | 2:30,1     |
| 16    | BRD  | Ludwig Leitner        | 2:30,1     |
| 17    | SUI  | Robert Grünenfelder   | 2:30,50    |
| 18    | CAN  | Jean-Guy Brunet       | 2:31,4     |
| …     |      |                       |            |
| 20    | SUI  | Gianreto Giovanoli    | 2:32,0     |
| 21    | ITA  | Felice De Nicolo      | 2:32,5     |
| 22    | FIN  | Raimo Manninen        | 2:32,6     |
| 23    | ITA  | Ivo Mahlknecht        | 2:33,9     |
| 25    | USA  | James Heuga           | 2:34,2     |
| 26    | ITA  | Carlo Senoner         | 2:34,7     |
| 27    | IND  | Jeremy Bujakowski     | 2:35,2     |
| 28    | NOR  | Arild Holm            | 2:35,6     |
| 29    | CAN  | Roddy Hebron          | 2:37,0     |
| 31    | JPN  | Majine Tomii          | 2:38,2     |
| 32    | SWE  | Bengt-Erik Grahn      | 2:40,3     |
| 35    | ISL  | Kristinn Benediktsson | 2:40,9     |
| 38    | CHI  | Francisco Cortés      | 2:41,6     |
| 40    | ESP  | Javier Masana         | 2:43,3     |
| 46    | GBR  | Bob Hampton           | 2:52,8     |
| 49    | IRN  | Feisolah Bandalli     | 3:02,1     |
| 51    | GRE  | Dimitris Pappos       | 3:27,6     |

Datum: 18. Februar, 11 h

Piste: „Verte des Houches“

Länge: 3343 m, Höhenunterschied: 870 m (Start 1871 m, Ziel 1001 m)
51 Läufer kamen ins Ziel.

Zwei Fahrern aus den höheren Startgruppen gelang es, in die „High-Class-Phalanx“ einzudringen: Georg Grünenfelder mit Nr. 40 auf Rang 12 und Willy Bogner mit Nr. 30 auf Rang 15.
Das Rennen wurde als „das schnellste Abfahrtsrennen der Welt“ bezeichnet, 14 Läufer unterboten den Streckenrekord. Es herrschten ideale Wetterverhältnisse, denn es war kälter, der Schnee härter geworden und es gab bei Sonnenschein ideale Sichtverhältnisse. Bei der Zwischenzeitnahme lag Zimmermann in 1:39,80 vor Nenning (1:40,30), Werner (1:40,40) und Forrer (1:40,60). Schranz nahm in 1:40,80 zeitgleich mit Viollat den 5. Rang ein; auf den weiteren Plätzen folgten Bartels (1:41,0), Senoner & Mathias Leitner )1:41,20), Ludwig Leitner (1:41,40), Périllat (1:41,50) und Duvillard (1:41,70). Als Viollat mit neuer Bestzeit ins Ziel kam – Vorsprung von 0,31 s auf Zimmermann, der doch zur Zwischenzeit klar vorangelegen war, schien alles für dessen Sieg zu sprechen. Große Spannung, denn Schranz wurde mit derselben Zwischenzeit wie der Franzose gemeldet; der Arlberger riskierte im weiteren Streckenteil mehr (er erklärte hinterher, dass er nicht noch einmal – wie im Riesenslalom – die Goldmedaille verlieren wollte). Es war zu jenem Zeitpunkt auch noch üblich, dass Rennläufer sich aus dem Angebot der Skifirmen ihres Landes für das jeweilige Rennen den Ski wählen konnten, wobei sich der Österreicher Zimmermann zwar, wie im Riesenslalom, für einen Metallski, aber von einer anderen Marke entschied. Schranz fuhr jedoch mit einem Kunststoffski einer noch weiteren Marke.

### Riesenslalom
| Platz | Land | Sportler             | Zeit (min) |
| ----- | ---- | -------------------- | ---------- |
| 01    | AUT  | Egon Zimmermann      | 1:38,97    |
| 02    | AUT  | Karl Schranz         | 1:39,12    |
| 03    | AUT  | Martin Burger        | 1:39,42    |
| 04    | FRA  | Adrien Duvillard     | 1:39,69    |
| 05    | USA  | Wallace Werner       | 1:40,13    |
| 06    | ITA  | Carlo Senoner        | 1:40,25    |
| 07    | FRA  | Léo Lacroix          | 1:40,7     |
| 08    | AUT  | Gerhard Nenning      | 1:41,2     |
| 09    | ITA  | Felice De Nicolo     | 1:42,3     |
| 10    | BRD  | Ludwig Leitner       | 1:42,5     |
| 11    | SUI  | Willi Forrer         | 1:42,9     |
| 12    | USA  | James Heuga          | 1:43,0     |
| 13    | SUI  | Robert Grünenfelder  | 1:43,1     |
| 14    | ITA  | Paride Milianti      | 1:43,2     |
| 15    | USA  | William Kidd         | 1:43,4     |
| 16    | BRD  | Wolfgang Bartels     | 1:44,0     |
| 17    | SUI  | Georg Grünenfelder   | 1:44,1     |
| 18    | ITA  | Martin Fill          | 1:44,6     |
| …     |      |                      |            |
| 20    | CAN  | Verne Anderson       | 1:46,9     |
| 21    | JPN  | Joshihara Fukuhara   | 1:47,0     |
| 22    | SWE  | Olle Rohlen          | 1:47,3     |
| 25    | NOR  | Harald Arnesen       | 1:48,4     |
| 31    | ISL  | Kirtinn Benediktsson | 1:52,7     |
| 32    | BRD  | Willy Bogner         | 1:53,0     |
| 34    | ESP  | Lui Vio              | 1:53,5     |
| 35    | IND  | Jeremy Bujakowski    | 1:57,4     |
| 36    | GBR  | Karim Aga Khan       | 1:58,30    |
| 37    | GBR  | Alec Mongomery       | 1:58,8     |
| 38    | LIB  | Nazih Geagea         | 1:59,8     |
| 39    | CHI  | Vicente Vera         | 2:00,5     |
| 41    | FIN  | Tor-Rolf Skogström   | 2:03,5     |
| 47    | ARG  | Diego Schweizer      | 2:16,0     |
| 48    | GRE  | Vassilis Macridia    | 2:23,2     |
| 55    | GRE  | Dimitris Maragoudaki | 2:52,0     |

Datum: 15. Februar

Start in 1500 m Höhe; Länge: 2200 m, Höhenunterschied: 470 m

Tore: 49 (Kurssetzer Louis Ravanel, FRA)
65 genannt, 64 am Start – 55 im Klassement

Disqualifikation: Guy Périllat (FRA), Werner Schmid (SUI)

Ausgeschieden u. a.: Michel Arpin (FRA), Fritz Wagnerberger (FRG), Bengt-Erik Grahn (SWE)

Nicht gestartet: Abel Eiras (ARG)
Das Rennen konnte bei wunderbarem Winterwetter und ausgezeichneter Sicht ausgetragen werden, wobei französische Gebirgssoldaten („chasseurs alpins“) die Strecke sorgfältig präpariert hatten, so dass es einen absolut regulären Wettkampf gab. Es war derselbe Hang in Les Besson wie beim Herrenslalom, nur das Ziel war weiter nach unten verlegt.
Nach Chuck Ferries als Vorfahrer eröffnete Burger das Rennen, Duvillard war nur für das Auge schneller (aber um 0,23 s hinter Burger), Schranz stellte neue Bestzeit auf (hinterher stellte sich heraus, dass er sogar um acht Zehntelsekunden hinter Zimmermann gelegen war und den Rückstand noch auf 0,15 s reduziert hatte), Willy Forrer war deutlich zurück und auch Nr. 5, Lacroix, blieb über 1:40 min. Schon mit Nr. 6 war die Goldmedaille vergeben. Der Franzose Michel Arpin (Nr. 9) war zu übermotiviert, er stürzte schon in einem der ersten Tore und musste aufgeben. Périllat, der als unmittelbar nachfolgender Läufer das Pech seines Kameraden gesehen hatte, verlor auch die Nerven; ihm wurde das Tor Nr. 26 zum Verhängnis, er fuhr zwar in sportlicher Weise weiter. Bud Werner (Nr. 11) legte zwar ein draufgängerisches Rennen hin, doch fuhr er nicht so exakt wie die Österreicher, so dass er aus den Medaillenrängen fiel. Wagnerberger (Nr. 13) musste nach Sturz aufgeben. Die Italiener verfügten über einen schnellen Ski, Senoner kam mit Nr. 14 noch auf Rang 6. Ab den Läufern der zweiten Gruppe gab es keine Chance mehr, die vorderen Plätze zu gefährden, Georg Grünenfelder kam mit Nr. 18 auf Rang 16, besser erging es zwar Ludwig Leitner mit Nr. 22, James Heuga mit Nr. 19, doch es war nicht mehr als ein Anschluss an die „First-Class-Boys“.
Eine Kuriosität gab es dahingehend, dass alle vier österreichischen Starter vom Skiclub Arlberg kamen.
Zur Aufstellung von Zimmermann bei den Österreichern wurde bekannt, dass er eigentlich nur Ersatzmann (erst durch Rang 5 im Riesenslalom in Megève als zweitbester ÖSV-Läufer hatte er bei den Selektionären auf sich aufmerksam gemacht) und seine Aufstellung vom Resultat von Stiegler im Slalom abhängig gemacht worden war – und des Osttirolers Pech war des Arlbergers Glück. Zur Nichtberücksichtigung des Slalomsiegers Bozon bei den Franzosen (dies war angesichts der Kombinationschancen überraschend) teilte deren Trainer und Selektionär Honoré Bonnet mit, dass gleich wie in Squaw Valley gehandelt wurde, nur nach den Prinzipien, wer in der betreffenden Disziplin der Bessere sei. Bozon sei in der internen Wertung hinter sechs anderen gelegen. Bonnet, meist als „Napoleon“ bezeichnet, erklärte, dass für ihn nur Titel zählen würden – „und Bozon sei vor allem in der Abfahrt zu schwach“.

### Slalom
| Platz | Land | Sportler         | Zeit (min) |
| ----- | ---- | ---------------- | ---------- |
| 01    | FRA  | Charles Bozon    | 2:21,67    |
| 02    | FRA  | Guy Périllat     | 2:23,07    |
| 03    | AUT  | Gerhard Nenning  | 2:24,20    |
| 04    | AUT  | Karl Schranz     | 2:24,23    |
| 05    | BRD  | Ludwig Leitner   | 2:25,36    |
| 06    | AUT  | Ernst Falch      | 2:26,17    |
| 07    | ITA  | Carlo Senoner    | 2:28,00    |
| 08    | USA  | Billy Kidd       | 2:29,27    |
| 09    | BRD  | Willi Bogner     | 2:30,77    |
| …     |      |                  |            |
| 12    | USA  | James Heuga      | 2:32,00    |
| 15    | ITA  | Carlo Gartner    | 2:32,60    |
| 20    | AUT  | Josef Stiegler   | 2:41,04    |
| 21    | JPN  | Mitani           | 2:41,45    |
| 22    | SWE  | Bengt Erik Grahn | 2:50,99    |

Datum: 12. Februar, 10:30 (1. Lauf), 13:30 Uhr (2. Lauf)

Länge: 562 m, Höhenunterschied: 202 m

Tore: 74 (1. Lauf – Kurssetzer Fritz Huber) / 69 (2. Lauf – Kurssetzer James Couttet)

Durch Disqualifikation nicht im Klassement u. a.: Wallace Werner, Chuck Ferries (beide USA), Adrien Duvillard (Skirennläufer, 1934) (FRA), Adolf Mathis (SUI).

Nach dem ersten Lauf, in welchem Nenning die Nr. 1 trug, führte Bozon vor Nenning, Bud (Wallace) Werner, Ferries, Périllat, Bonlieu, Stiegler, L. Leitner und Schranz, wobei Bozon in 69,10 s mehr als eine Sekunde Vorsprung hatte.

Es waren 30 Läufer gemeldet, doch Bruno Alberti (ITA) konnte wegen einer Verletzung (er hatte sich am 11. Februar im Abfahrtstraining bei einem Sturz eine Hüftverletzung zugezogen und musste sich im Krankenhaus behandeln lassen) nicht teilnehmen. Die Veranstalter mussten mit einem halben Meter Neuschnee fertig werden. Nach Nenning und Carlo Senoner kam mit Nr. 3 Adolf Mathis fast zu Sturz, als er sich mit der Skispitze an einer Stange verfing (er lag hinter Senoner in 72,14 s auf Rang 11 – letztlich wurde zwar eine Gesamtzeit von 146,69 und Rang 8 notiert, doch kam es nachträglich zur Disqualifikation, da er nach dem Zwischenfall mehrere Tore ausgelassen hatte). Adrien Duvillard bezahlte seinen forschen Stil mit einem Sturz, 83,31 s lautete die Laufzeit. Schon nach 10 Fahrern hatte die Piste gelitten, Schranz mit Nr. 14 blieb mit 3,5 s Rückstand auf Bozon zurück. Der anhaltende Schneefall tat sein übriges, um eine Überraschung eines Fahrers aus der zweiten Startgruppe zu verhindern. Vielmehr wurden durch den aufkommenden Wind Wellblechtafeln durch die Luft gewirbelt.
Der zweite Durchgang hätte mit Schranz beginnen sollen, doch vorerst wurden nur zwei Vorläufer abgeschickt, dann verging bei stärker werdendem Schneefall eine Viertelstunde, ehe Schranz ins Rennen ging. Obwohl er offensichtlich durch diese Umstände gebremst wurde, sollte es die Laufbestzeit sein. Duvillard, ohnehin schon ohne Chance, musste anhalten und auch die folgenden Konkurrenten wurden angesichts der äußerst schwierigen Verhältnisse entweder neben die Tore hinausgetragen oder sie stürzten. Ferries, Sieger von Kitzbühel und Cortina, riskierte zu viel, im Tor Nr. 56 flog er hinaus. Stiegler, im Vorjahr der Slalom-Dominator, fand sich nicht zurecht und stürzte sogar einmal, als er im Tor Nr. 63 hängen blieb. Bonlieu scheiterte nach prächtiger Fahrt an der letzten Torstange, er stürzte neben die Fotozelle. Périllat zeigte, dass die unheimlich schwere Aufgabe doch zu bewältigen war und übernahm die Führung. Bozon wurde ein verdienter Sieger; er ließ keinen Augenblick in Einsatz und Siegeswille nach, wurde überlegen neuer Spitzenmann – und es war auch eine späte Entschädigung für Bad Gastein vor vier Jahren, als er sich im Riesenslalom einen Halswirbel gebrochen hatte. Nenning beschloss die Reihe jener, die für den Sieg in Frage hätten kommen können, mit 73,94 s gelang ihm aber nicht der „große Coup“.
Am 10. Februar hatten, nachdem die polnischen Läufer nicht an den Start gingen, 64 Läufer einen Qualifikationslauf ausgetragen, wobei sich zwar alle Österreicher qualifizierten, aber nur Schranz bereits im ersten Lauf. Von den Eliteläufern brauchten nur fünf einen ersten Lauf, die übrigen, unter ihnen Bozon, Ferries, Bogner und Périllat, mussten einen zweiten Lauf bestreiten, und mit Adalbert Leitner (der in seinem zweiten Lauf zudem gestürzt war und sich verletzte, so dass er für den Riesenslalom ausfiel und das Antreten in der Abfahrt fraglich war) und Fritz Wagnerberger blieben zwei Mitglieder des FRG-Skiverbandes auf der Strecke. Von den Schweizern blieb nur Mathis, der auf Anhieb Siebter wurde, übrig; Werner Schmid wurde zuerst Zwanzigster, Robert Grünenfelder kam auf Rang 27 und Daniel Gerber auf 31; im zweiten Lauf wurde Gerber Achtzehnter, gleich dahinter war Schmid platziert – und nur auf Rang 32 landete Grünenfelder (noch hinter dem auf Rang 31 gekommen – für Großbritannien startenden – Karim Aga Kahn). Den ersten Lauf hatte Erich Nogler (ITA) mit 67 Toren, den zweiten H. Perret (FRA) mit 70 Toren, wobei die Nogler-Piste höhere Ansprüche stellte.
30 (je 15 vom ersten und zweiten Lauf) waren für den tatsächlichen Slalom startberechtigt, wovon 22 ins Ziel kamen. Pech hatte der Chilene Francisco Cortez: nach einer derart langen Anreise war er um 5 Hundertstelsekunden gescheitert.

### Kombination
| Platz | Land | Sportler           | Punkte |
| ----- | ---- | ------------------ | ------ |
| 01    | AUT  | Karl Schranz       | 11,04  |
| 02    | AUT  | Gerhard Nenning    | 33,21  |
| 03    | BRD  | Ludwig Leitner     | 64,70  |
| 04    | ITA  | Carlo Senoner      | 78,55  |
| 05    | USA  | Jimmy Heuga        | 108,15 |
| 06    | BRD  | Willy Bogner       | 143,70 |
| 07    | NOR  | Arild Holm         | 162,59 |
| 08    | CAN  | Verne Anderson     | 166,28 |
| 09    | SWE  | Olle Rohlen        | 172,62 |
| 10    | JPN  | Yoshiharu Fukuhara | 177,86 |
| 11    | FIN  | Ulf Ekstam         | 259,87 |
| 12    | CAN  | Jean-Guy Brunet    | 260,51 |
| 13    | FIN  | Raimo Manninen     | 315,50 |

Am Start waren 40 Läufer, 13 von ihnen klassierten sich. Die Positionen wurden nach einem Punktesystem aus den Ergebnissen der Abfahrt, des Riesenslaloms und des Slaloms ermittelt.
Vor der abschließenden Abfahrt lautete die Reihenfolge: 1) Schranz 11,04 Punkte; 2) Nenning 25,33 Punkte; 3) Senoner 33,41 Punkte; 4) Ludwig Leitner 38,63; 5) Kidd 58,18; 6) Heuga 65,38.

## Frauen

### Abfahrt
| Platz | Land | Sportlerin                 | Zeit (min) |
| ----- | ---- | -------------------------- | ---------- |
| 01    | AUT  | Christl Haas               | 2:09,08    |
| 02    | ITA  | Pia Riva                   | 2:12,31    |
| 03    | USA  | Barbara Ferries            | 2:13,76    |
| 04    | BRD  | Barbara Henneberger        | 2:13,86    |
| 05    | CAN  | Nancy Greene               | 2:14,00    |
| 06    | BEL  | Patricia du Roy de Blicquy | 2:14,16    |
| 07    | FRA  | Madeleine Bochatay         | 2:14,7     |
| 08    | AUT  | Traudl Hecher              | 2:14,9     |
| 09    | USA  | Jean Saubert               | 2:15,1     |
| 10    | AUT  | Erika Netzer               | 2:15,39    |
| 11    | FRA  | Marielle Goitschel         | 2:15,6     |
| 12    | SUI  | Therese Obrecht            | 2:15,7     |
| 13    | BRD  | Traudl Urban               | 2:16,8     |
| 14    | FRA  | Anne-Marie Leduc           | 2:17,0     |
| 15    | CAN  | Nancy Holland              | 2:17,1     |
| …     |      |                            |            |
| 17    | USA  | Linda Meyers               | 2:17,2     |
| 18    | FRA  | Arlette Grosso             | 2:17,5     |
| 19    | ITA  | Inge Senoner               | 2:17,8     |
| 20    | SUI  | Ruth Adolf                 | 2:17,9     |
| 21    | BRD  | Heidi Mittermaier          | 2:18,5     |
| 22    | AUT  | Marianne Jahn              | 2:18,77    |
| 23    | SUI  | Silvia Zimmermann          | 2:18,8     |
| 24    | ITA  | Jerta Schir                | 2:20,6     |
| 25    | SUI  | Lilo Michel                | 2:20,7     |
| 26    | NOR  | Liv Christiansen           | 2:20,8     |
| 27    | GBR  | Taina Heald                | 2:21,3     |
| 33    | ARG  | Christina Schweizer        | 2:27,51    |
| 35    | JPN  | Hatsuko Matsushima         | 2:32,1     |
| 36    | SWE  | Kathinka Frisk             | 2:34,0     |
| 37    | NZL  | Cecilia Womersley          | 2:39,2     |
| 39    | ESP  | Marian Navarro             | 3:05,4     |
| 10    | JPN  | Mihoko Ohtsue              | 3:07,5     |

Datum: 18. Februar, 13 h

Piste: „Piste Rouge“

Länge: 2500 m, Höhenunterschied: 500 m (andere Angaben: 2.240/630); Start in 1.610 m Höhe

Tore: 16
Am Start waren 44 Läuferinnen, 40 von ihnen kamen ins Ziel.
Ausgeschieden u. a.: Heidi Biebl (FRG), Joan Hannah (USA), Vicky Rutledge (CAN), Siri-Borge Andersen (NOR)
.
Die Strecke erwies sich als sehr schwer (war für Christl Haas „maßgeschneidert“), es gab viel mehr Stürze, davon waren auch Heidi Biebl (sie wirkte überdreht) und Joan Hannah betroffen, die beide aufgeben mussten. Haas war vorerst bei der Zwischenzeitnahme in 1:32,40 nur um 0,10 s schneller als die zeitgleichen Ferries und Biebl gewesen; die weitere Reihenfolge lautete: Hannah 1:33,0; Obrecht 1:33,10; Netzer 1:33,30; Bochatay 1:33,40; Henneberger & Schir 1:33,60; Du Roy 1:33,70. – Den Italienerinnen hatte man nach deren Versagen im Slalom keinen Kredit gegeben, so dass Silber für Pia Riva, die an ihre besten Zeiten anknüpfte, umso überraschender kam. (Sie lag zur Zwischenzeit mit 1:33,80 nur auf Rang 11.) Die USA kamen trotz des Pechs von Hannah erneut zu einer Medaille. Die Französinnen vermochten ihren Ruf nicht ganz gerecht zu werden, Madeleine Bochatay (Nr. 1) wurde auf Rang 7 zurückgespült. Henneberger lieferte zwar die erwartete Spitzenleistung, doch trug ihr diese keine Medaille ein. Nancy Greene erinnerte an die guten Leistungen der Kanadierinnen, und eine echte Sensation stellte die Belgierin de Blicquy dar, die mit Start-Nr. 40 keinen Respekt zeigte. Das Abschneiden der Schweizerinnen konnte als ordentlich bezeichnet werden.

### Riesenslalom
| Platz | Land | Sportlerin          | Zeit (min) |
| ----- | ---- | ------------------- | ---------- |
| 01    | AUT  | Marianne Jahn       | 1:41,53    |
| 02    | AUT  | Erika Netzer        | 1:41,60    |
| 03    | USA  | Joan Hannah         | 1:41,72    |
| 04    | FRA  | Marielle Goitschel  | 1:41,88    |
| 05    | USA  | Barbara Ferries     | 1:42,10    |
| 06    | USA  | Jean Saubert        | 1:42,20    |
| 07    | SUI  | Lilo Michel         | 1:42,9     |
| 08    | FRA  | Christine Goitschel | 1:43,15    |
| 09    | AUT  | Traudl Hecher       | 1:43,23    |
| 10    | FRA  | Madeleine Bochatay  | 1:44,1     |
| 11    | BRD  | Heidi Biebl         | 1:44,3     |
| 12    | AUT  | Christl Haas        | 1:44,4     |
| 13    | BRD  | Barbie Henneberger  | 1:44,5     |
| 14    | FRA  | Thérèse Leduc       | 1:44,9     |
| 15    | USA  | Linda Meyers        | 1:46,2     |
| 16    | ITA  | Jerta Schir         | 1:46,3     |
| 17    | NOR  | Astrid Sandvik      | 1:46,4     |
| …     |      |                     |            |
| 20    | SUI  | Theres Obrecht      | 1:47,2     |

Datum: 11. Februar

Piste: „Chemin de Mont“

Länge: 2100 m, Höhenunterschied: 370 m

Tore: 50; Kurssetzer: Marius Mora (FRA)
Am Start waren 50 Läuferinnen, 42 von ihnen kamen ins Ziel.
Die Streckenlänge, welche zuerst mit 2100, später mit 2000 Meter angegeben wurde, wurde von Experten bezweifelt, denn Siegerin Jahn wäre demnach mit einem Stundenmittel von 74,44 bzw. 70,88 km/h gefahren, was von den Damen nicht einmal in der Abfahrt erreicht wurde.

Es gab recht geringe Zeitdifferenzen, im Durchschnitt waren es drei Zehntelsekunden: Von der ersten zur zehnten Läuferin waren es 2,6 Sekunden, von Rang 10 bis 20 waren es drei Sekunden, von 20 bis 30 waren es 3,4 Sekunden. Der Kurssetzer hatte den ersten Teil (ein sehr steiler Hang) eher slalomartig mit 35 Toren ausgeflaggt. Das kam Jahn zugute – allerdings wäre ihr Vorsprung beträchtlicher gewesen; sie war im obersten Streckenteil klar voran, aber ein Fehler bei (ausgerechnet) Tor-Nr. 13, den sie mit größter Kraftanstrengung meisterte, kostete ihr viel von ihrem Guthaben. Bei der bei Tor-Nr. 30 offiziell gestoppten Zwischenzeit wies sie 67,0 s auf, gefolgt von Hannah (67,2), M. Goitschel (68,0), Ferries und Netzer (68,2), Michel (68,4), Saubert (68,5), Hecher (68,8). Chr. Goitschel (69,0) und Biebl (69,3). Jahn schwebte durch die Tore, Hecher fuhr zu aufrecht, Haas wies eine zu breite Skiführung auf, Netzer schwang in den ersten Toren zu weit aus, Biebl stemmte, Madeleine Bochatay stand zu viel auf den Kanten.
Marielle Goitschel hatte die Startnummer 1, die Österreicherinnen Nr. 3 Netzer, Nr. 5 Hecher, Nr. 6 Jahn. Nr. 9 Haas

### Slalom
| Platz | Land | Sportlerin          | Zeit (min) |
| ----- | ---- | ------------------- | ---------- |
| 01    | AUT  | Marianne Jahn       | 1:34,84    |
| 02    | FRA  | Marielle Goitschel  | 1:36,30    |
| 03    | AUT  | Erika Netzer        | 1:38,12    |
| 04    | NOR  | Astrid Sandvik      | 1:43,61    |
| 05    | BRD  | Barbara Henneberger | 1:43,93    |
| 06    | FRA  | Anne-Marie Leduc    | 1:44,20    |
| 07    | USA  | Linda Meyers        | 1:45,51    |
| 08    | AUT  | Sieglinde Bräuer    | 1:48,40    |
| 09    | SUI  | Lilo Michel         | 1:49,55    |
| …     |      |                     |            |
| 12    | AUT  | Traudl Hecher       | 1:51,49    |
| 12    | FRA  | Thérèse Leduc       | 1:51,49    |

Datum: 14. Februar

Höhenunterschied: 150 m

Tore: 50 – Kurssetzer Rupert Suter (SUI) und Marius Mora (FRA)
30 Läuferinnen kamen ins Ziel.
Der Bewerb wurde am gleichen Hang wie der Herren, allerdings verkürzt, ausgetragen und fand bei dauerndem Schneefall, aber im Gegensatz zum Vortag bei den Herren bei nur mäßigem Wind statt, wobei der erste Kurs mit einer jähen Richtungsänderung und einigen versetzten Toren viele Läuferinnen aus dem Rhythmus brachte, während der zweite Lauf mehr in der Falllinie gesteckt war.
Nach dem ersten Lauf lag Marielle Goitschel in 48,55 s knapp vor Jahn (48,63 s) und Netzer (48,91 s), während Traudl Hecher nach Sturz (sie stieg zurück) aus dem Rennen um einen Spitzenplatz gefallen war. Zwischen den beiden Durchgängen gab es bereits Interviews des französischen Rundfunks mit Goitschel, die zuversichtlich wirkte und nie daran dachte, das Rennen noch verlieren zu können.

Im zweiten Durchgang setzte dichtes Schneetreiben ein. Von den Medaillenanwärterinnen war Goitschel als erste gestartet und erzielte 47,75 s Netzer kam mit 49,41 s bei weitem nicht heran, so schien sich alles „programmgemäß“ auf eine Goldmedaille für Frankreich zu entwickeln, doch Jahn demonstrierte Sonderklasse, in 46,31 s war sie beinahe 1,5 Sekunden schneller als Goitschel; sogar das französische Publikum zollte Applaus.

Bemerkenswert ist auch, dass es eine große Zeitdifferenz von den Medaillenrängen zu Platz 4 (über 5 Sekunden) und in weiterer Folge gleich weitere acht Sekunden bis zu Rang 12 (zu dort immer noch als „Weltklasse“ zu bezeichnende Läuferinnen) gibt!

Hinsichtlich der Fahrweise von Siegerin Jahn im zweiten Lauf äußerten Experten, dass „sie so fuhr, wie man in eine paar Jahren fahren wird. Sie hat die Zukunft im Slalom vorausgenommen“.

### Kombination
| Platz | Land | Sportler            | Punkte |
| ----- | ---- | ------------------- | ------ |
| 01    | FRA  | Marielle Goitschel  | 41,13  |
| 02    | AUT  | Marianne Jahn       | 44,78  |
| 03    | AUT  | Erika Netzer        | 48,33  |
| 04    | BRD  | Barbara Henneberger | 89,36  |
| 05    | USA  | Linda Meyers        | 121,03 |
| 06    | AUT  | Traudl Hecher       | 122,06 |
| 07    | SUI  | Lilo Michel         | 137,08 |
| 08    | USA  | Barbara Ferries     | 138,05 |
| 09    | USA  | Jean Saubert        | 139,83 |
| 10    | SUI  | Therese Obrecht     | 162,10 |
| 11    | NOR  | Margrit Haraldsen   | 182,12 |
| 12    | ITA  | Pia Riva            | 187,80 |
| 13    | SWE  | Vivi-Anne Wassdahl  | 211,79 |
| 14    | CAN  | Linda Crutchfield   | 222,39 |
| 15    | GBR  | Taina Heald         | 266,90 |
| …     |      |                     |        |
| 17    | BEL  | Annette Courquelet  | 368,19 |
| 18    | CAN  | Nancy Greene        | 278,57 |
| 20    | NZL  | Cecilia Womersley   | 375,78 |
| 21    | JPN  | Eiko Kawabata       | 384,28 |
| 22    | JPN  | Hatsuko Matsushima  | 406,72 |

Am Start waren 50 Läuferinnen, 22 von ihnen klassierten sich. Die Positionen wurden nach einem Punktesystem aus den Ergebnissen der Abfahrt, des Riesenslaloms und des Slaloms ermittelt.
Hinsichtlich der Kombination vergaben die österreichischen Läuferinnen in der Abfahrt ihre Chancen: Jahn hatte nach ihren beiden Siegen zwar mit Note Null geführt (u. zw. vor Goitschel mit 10,53 Punkten, Netzer mit 18,65 Punkten, Henneberger 66,50 Punkten, Sandvik 76,10 Punkten und Meyers 83,28 Punkten), doch jetzt hatte sie im oberen Streckenteil einen Rutscher zu verzeichnen gehabt, womit sie über 9 s auf die Bestzeit von Teamkollegin Haas verlor. Hecher ließ erneut Unsicherheiten erkennen und Netzer schien etwas zu vorsichtig zu operieren. So nützte Marielle Goitschel, die im letzten Moment für Thérèse Leduc eingesetzt wurde, ihre Chance und nahm Jahn noch über drei Sekunden ab.

## Medaillenspiegel
| Platz | Land               |   |   |   |    |
| ----- | ------------------ | - | - | - | -- |
| 1     | Österreich         | 6 | 4 | 5 | 15 |
| 2     | Frankreich         | 2 | 3 | – | 5  |
| 3     | Italien            | – | 1 | – | 1  |
| 4     | Vereinigte Staaten | – | – | 2 | 2  |
| 5     | BR Deutschland     | – | – | 1 | 1  |